# Бхатинда (округ)
Бхатинда (в.-пандж. ਬਠਿੰਡਾ ਜ਼ਿਲਾ; англ. Bathinda) — округ в индийском штате Пенджаб. Административный центр — город Бхатинда. Площадь округа — 3377 км². По данным всеиндийской переписи 2001 года население округа составляло 1 183 295 человек. Уровень грамотности взрослого населения составлял 61,2 %, что немного выше среднеиндийского уровня (59,5 %). Доля городского населения составляла 29,7 %.
7 августа 1972 года из частей территорий округов Бхатинда и Фирозпур был образован округ Фаридкот. В 1992 году из части округа был образован округ Манса.